# Cyanomitra bannermani
Cyanomitra bannermani là một loài chim trong họ Nectariniidae.